# Karlovy Vary
Karlovy Vary (németül Karlsbad, napjainkban már régiesen hangzó magyar nevén Károlyfürdő) város Csehországban, az ország legnagyobb gyógyfürdőhelye. Évente 70 országból 85 000 vendég és 2 millió átutazó keresi fel.
Itt alakult meg az emigráns kormány 

## Fekvése
Csehország északnyugati részén található. Itt folyik bele a meleg vizű Teplá folyó az Eger folyóba. Tengerszint feletti magassága: 400 m. Három hegység veszi körül: az Érchegység, a Császárerdő és a Duppaui-hegység. Minden oldalról erdők védik, a város 36%-át erdők, parkok teszik ki. Promenádjainak, sétálóutcáinak összes hosszúsága eléri a 130 km-t. 2021 óta az Európa nagy fürdővárosai világörökségi helyszín része.

## Története

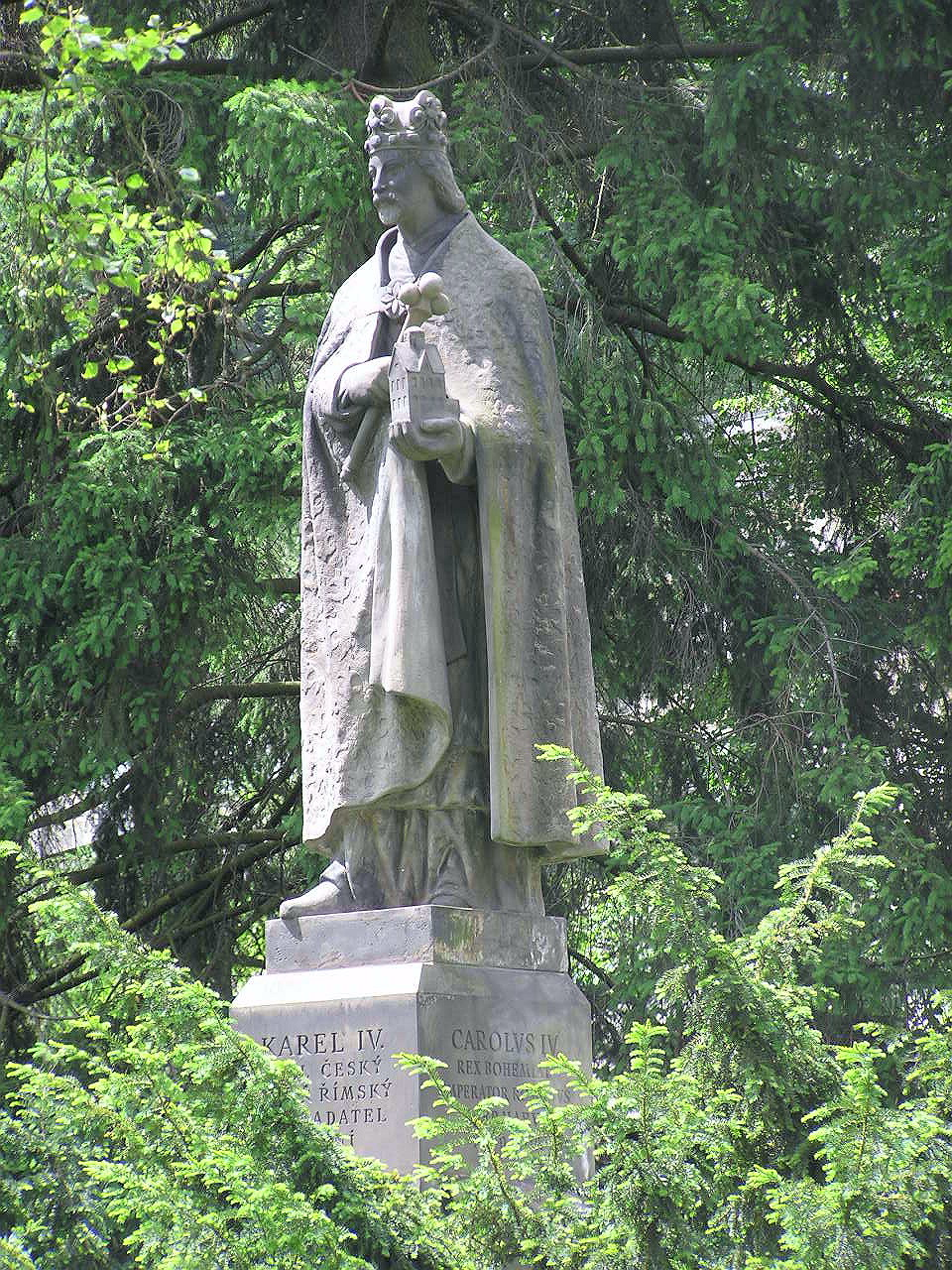
IV. Károly, a városalapító szobra Karlovy Varyban

Karlovy Varyt IV. Károly német-római császárról nevezték el, aki a várost alapította az 1370-es években. 1508-ban Európa első gyógyhelye lett. A harmincéves háború idején épült ki, a 18. században híres európai fürdőhellyé vált. 1759-ben egy tűzvészben nagy része leégett, és utána klasszicista épületeket emeltek. A 19. század végén nagy változásokat élt meg a város; ekkor a legtöbb épületet a Fellner és Helmer cége építette. 1870 óta nagyvárosnak számít, gazdasági és közigazgatási központ. 1926-ban jöttek létre porcelángyárai, a Karlsbadi Porcelángyár és a Moser Üveggyár. 1992 óta műemlékvédelem alatt áll az egész város.
Politikailag jelentős események színhelye is volt:
- 1732-ben politikai találkozó zajlott itt VI. Károly császár és I. Frigyes porosz király között.
- 1819-ben Metternich kancellár és a német uralkodók titkos összejövetelének helyszíne volt.
- 1864-65-ben Bismarck kancellár tartott itt titkos találkozókat.
- Közvetlenül a második világháború utáni években a német lakosságot kitelepítették a kollektív bűnösség elve alapján.

Számos híresség kúráltatta itt egykor különféle nyavalyáit, így például:

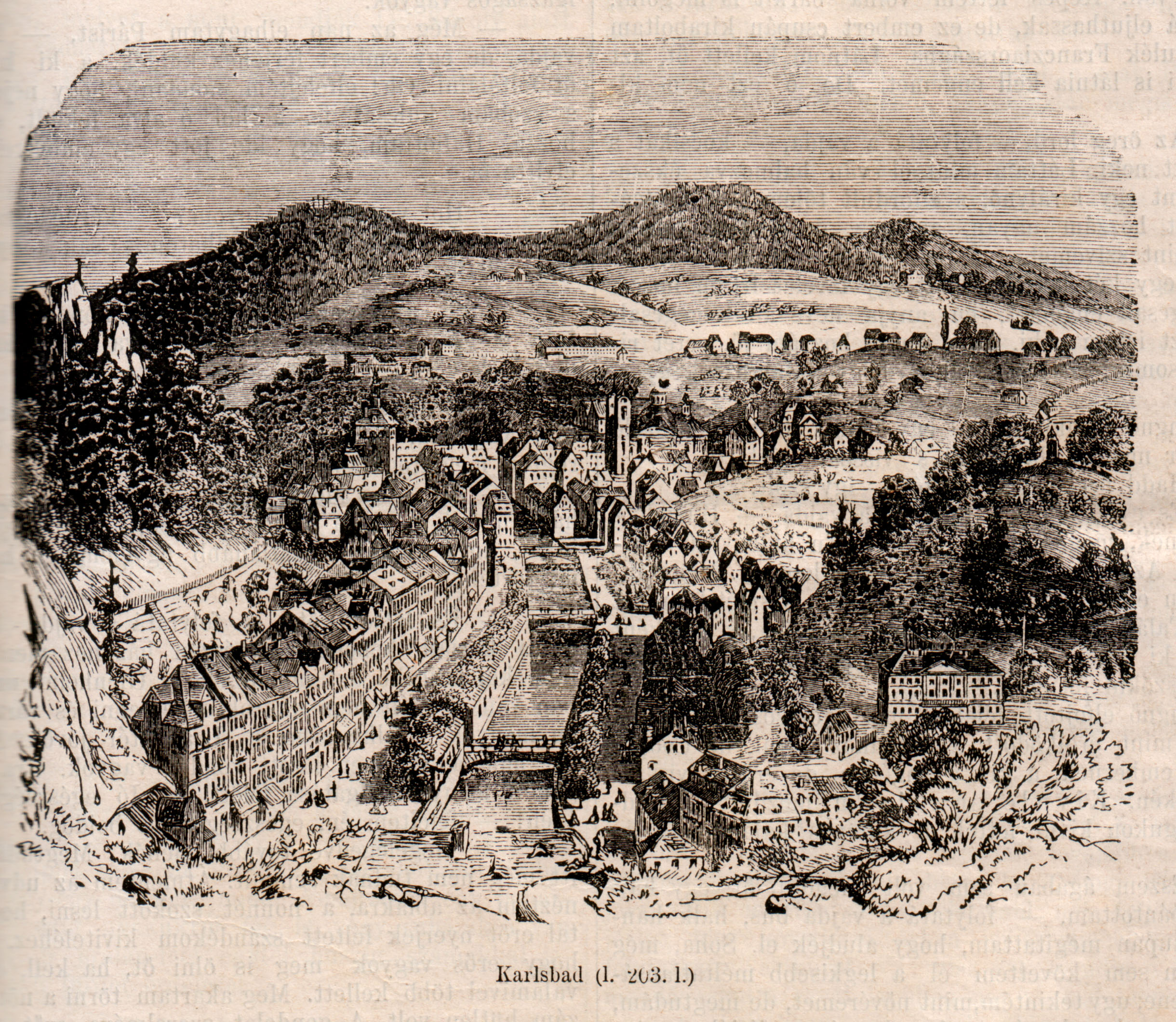
Karlovy Vary - Karlsbad látképe 1869-ben

- Goethe,
- Beethoven,
- François Chateaubriand,
- Gogol.

## Nevezetességei

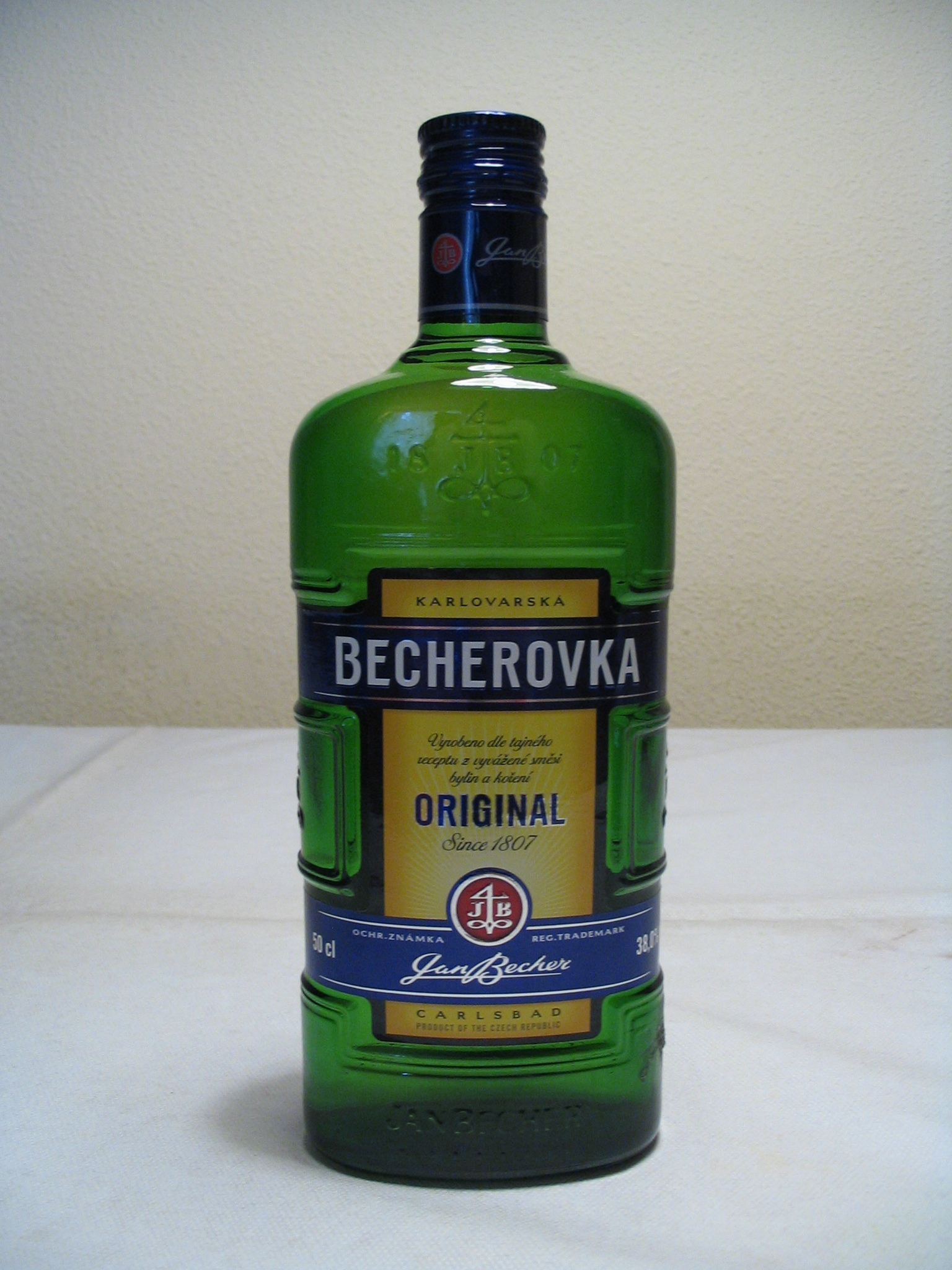
Becherovka

- Karlovy Vary a világ egyik leghíresebb és legnagyobb hagyományokkal rendelkező gyógyfürdővárosa, 13 nagyobb és 300 kisebb gyógyvíz-forrása van. Az egyes források hőmérséklete 34–73 °C között alakul; vizüket ivásra, fürdésre és speciális gyógykúrákra használják az emésztőszervek és az anyagcsere zavarainak gyógyítására. A 73 °C-os glaubersós hőforrások adják a hashajtó szerként használatos karlsbadi sót.
- A fürdőépületek többsége és a fontosabb forrásokat összekötő elegáns, oszlopos fedett sétány, a kolonnád a 19. században épült.
- A város híres az évenként rendezett Karlovy Vary-i Nemzetközi Filmfesztiválról.
- Itt gyártják a híres cseh gyógynövénylikőrt, a Becherovkát.
- Híres a tányér nagyságú, ropogós, vékony, ízesített ostyalap, az úgynevezett fürdőostya.
- Fontos terméke a Moser-üveg.
- A 18. században épült, híres Grandhotel Pupp a filmfesztivál idején a mozisztárok kedvelt szálláshelye, valamint jelentős helyszíne volt a Casino Royale James Bond-filmnek is.

## Látnivalói

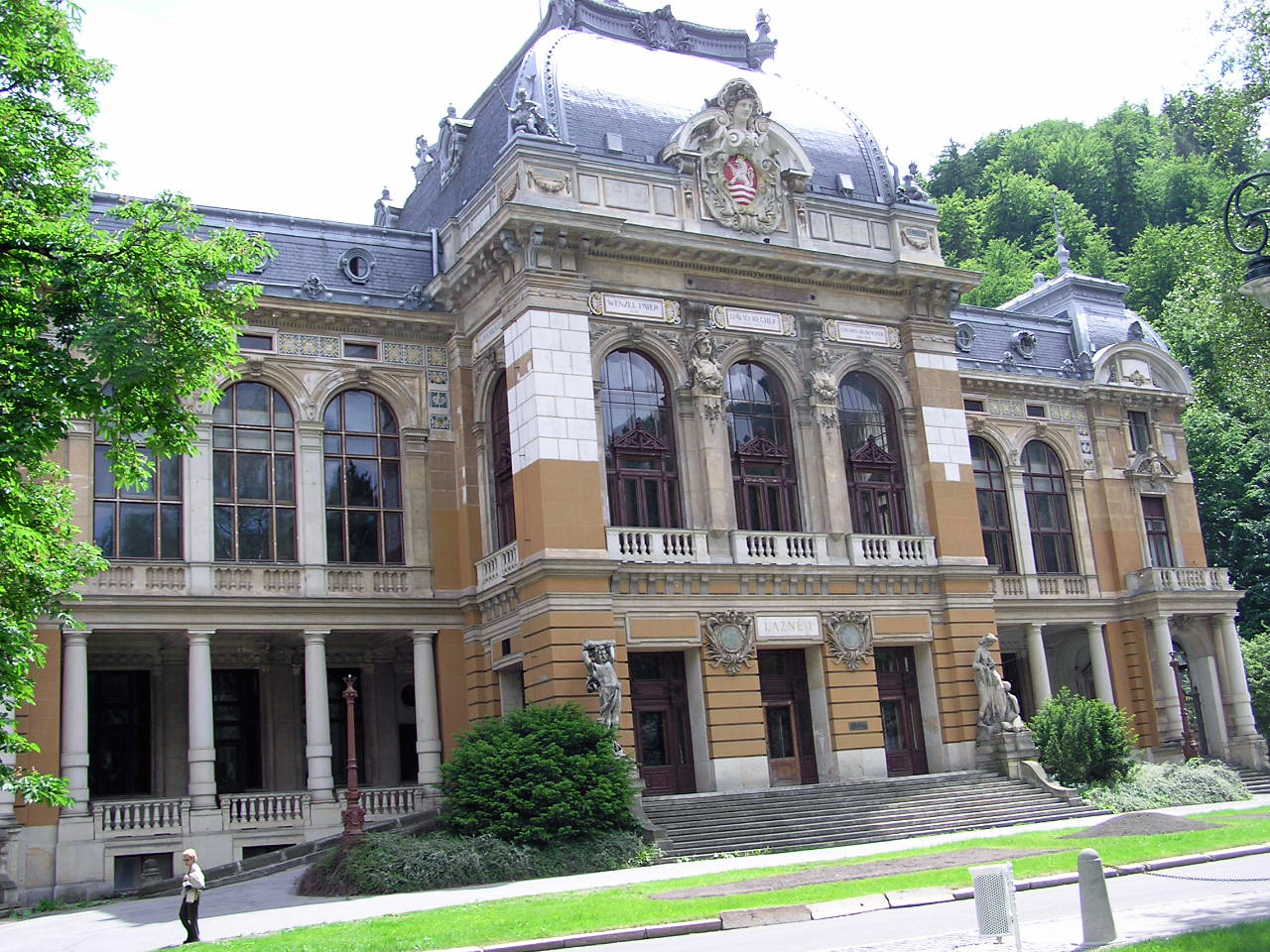
Császárfürdő

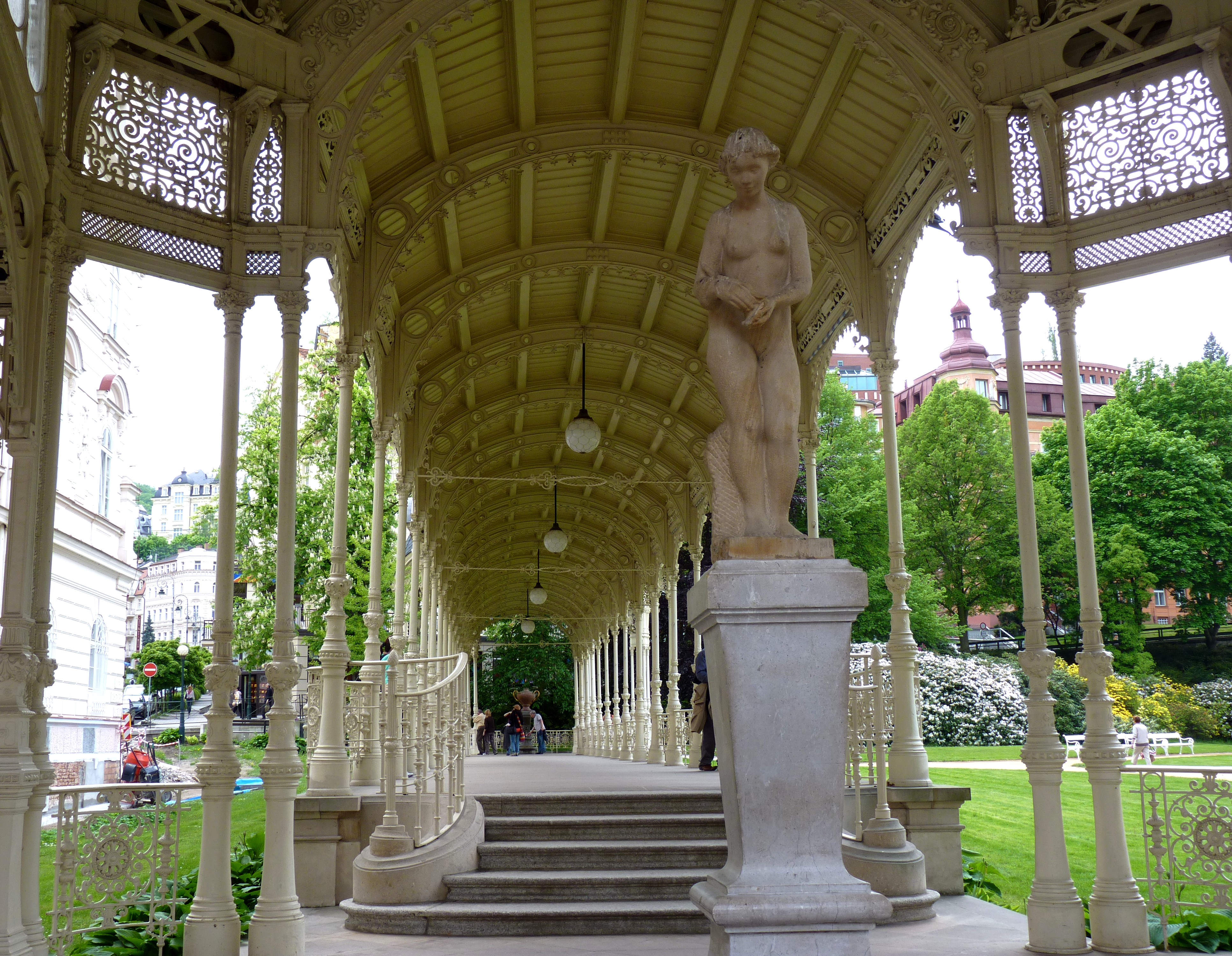
Parkkolonnád

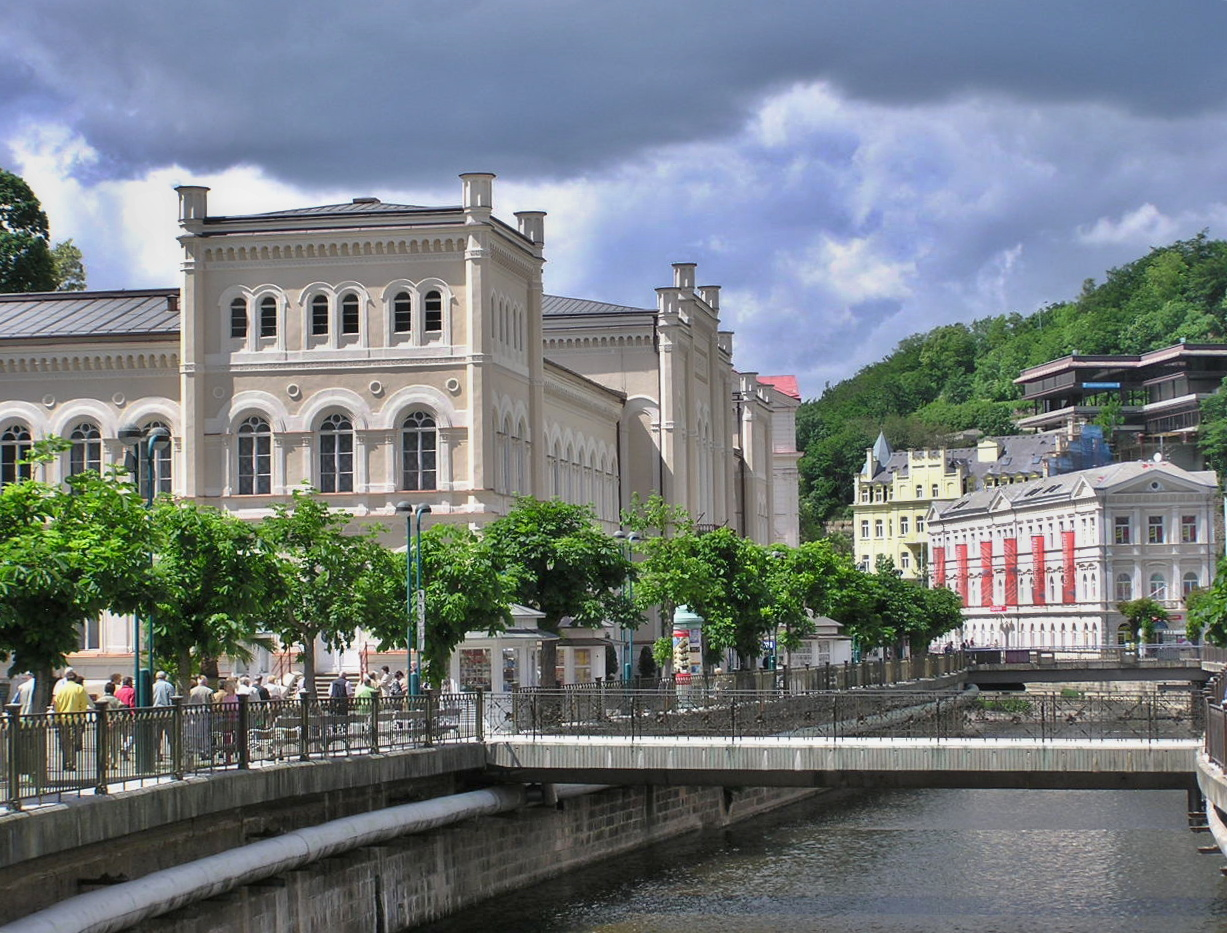
III. számú fürdő

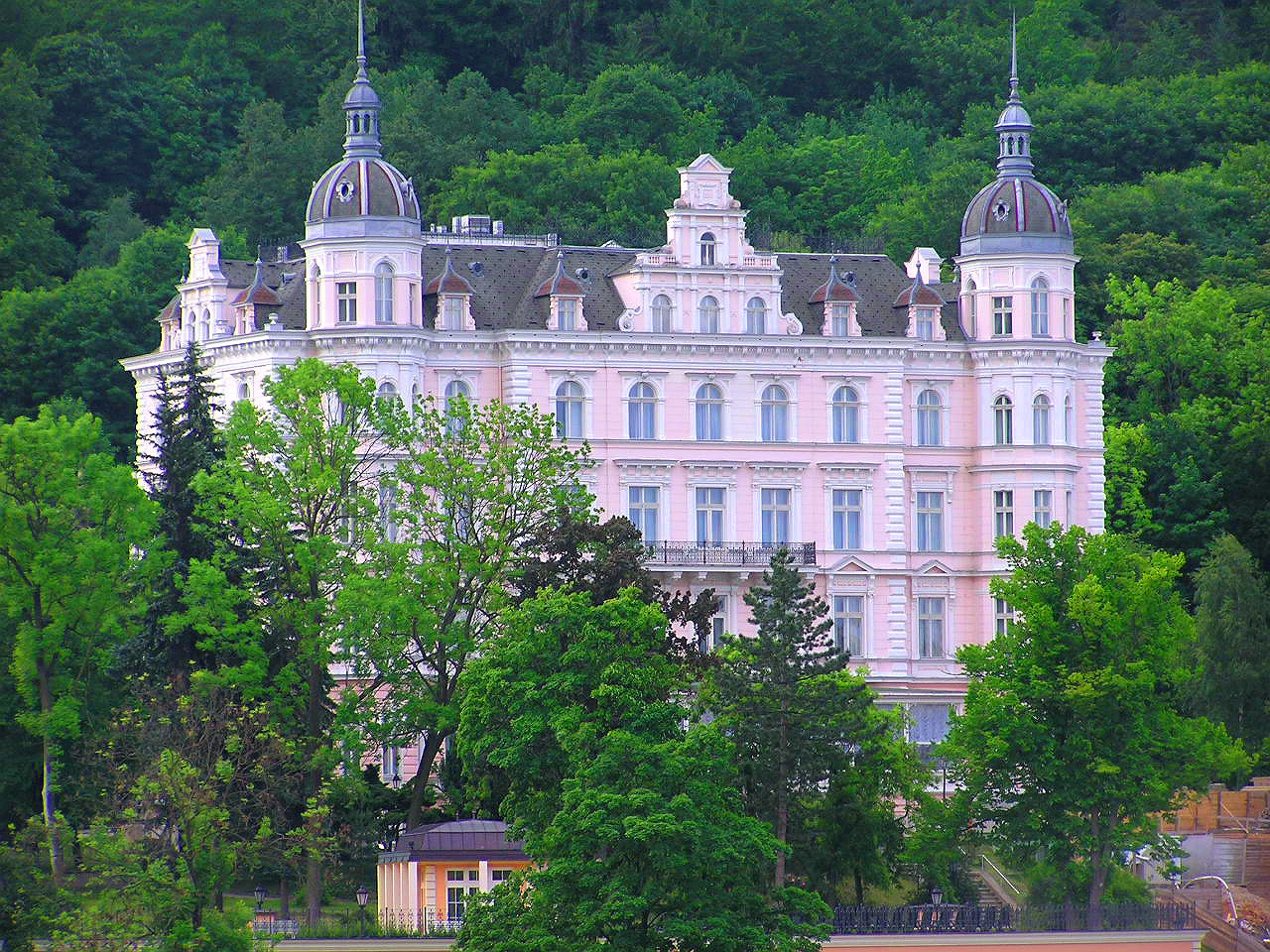
Bristol Palace

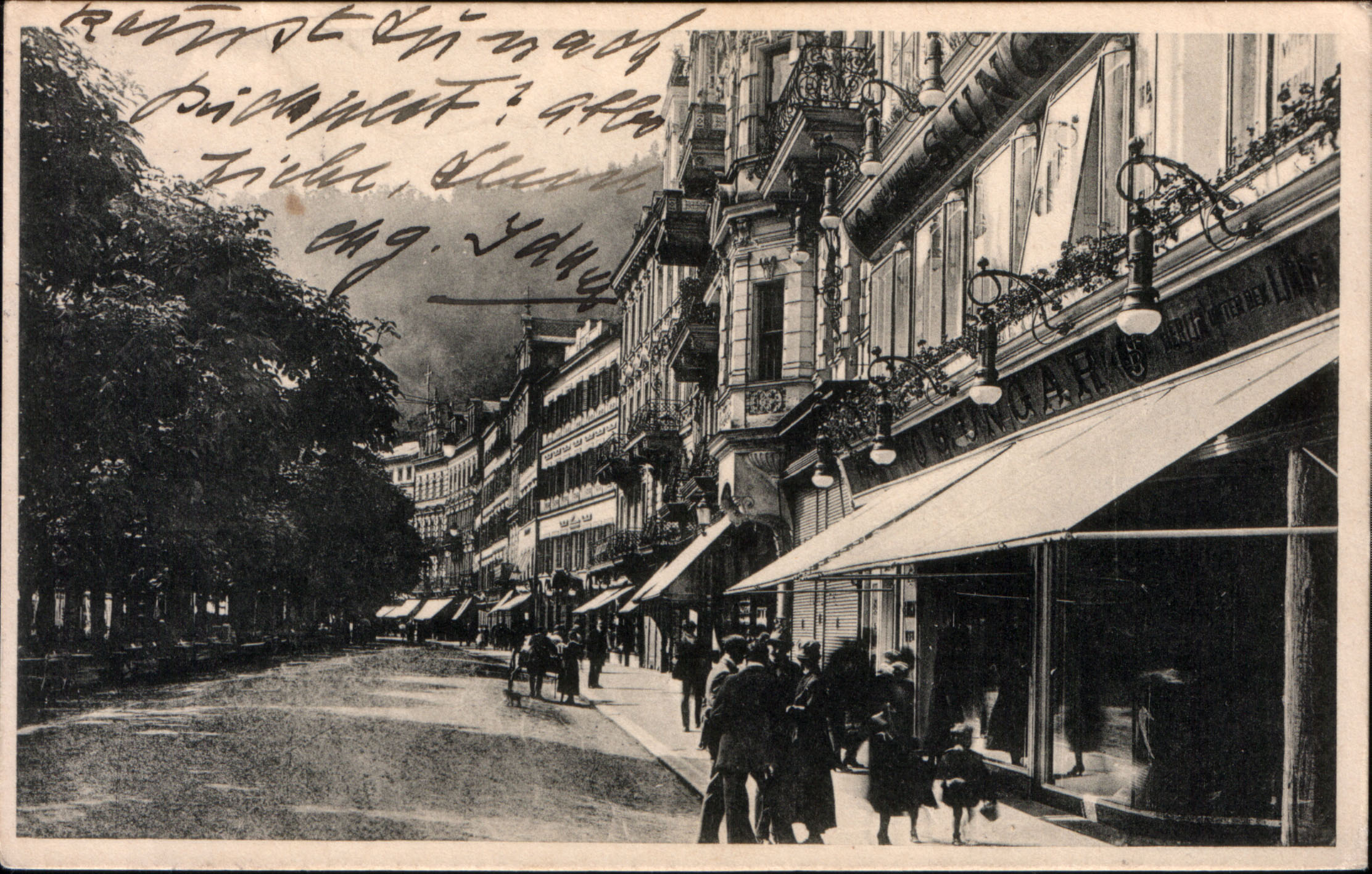
Karlsbad, Alte Wiese, képeslap 1903.

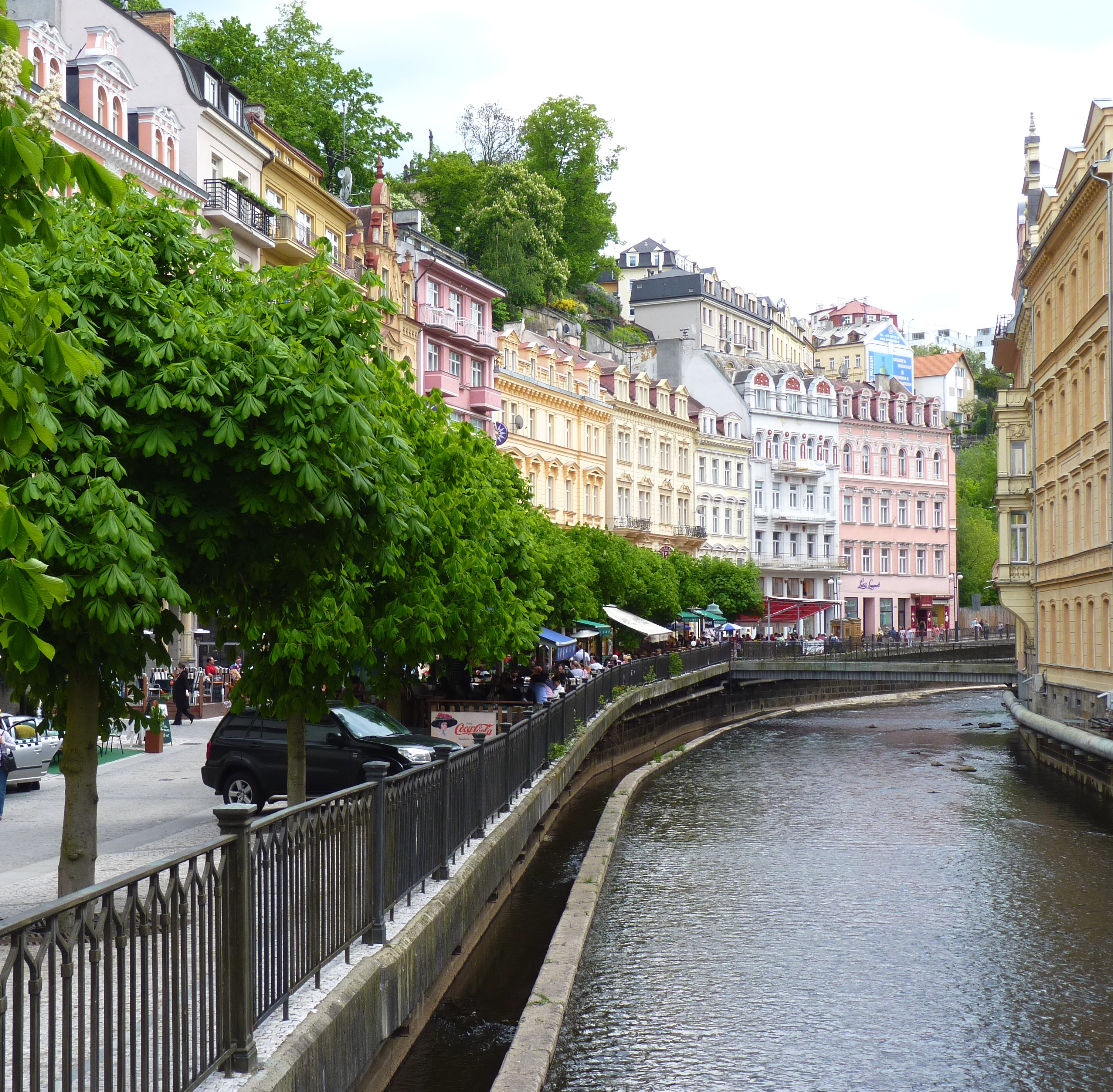
A belváros

- Imperial Gyógyszanatórium (1910-1912)
- I. számú fürdő vagy Császárfürdő (1855)
- Grandhotel Pupp (1760-1914)
- Café Elefant
- Városi Nezval Színház (1886)
- a Mária Magdolna-templom (1733–1736) a közvélekedés szerint Kilian Ignaz Dientzenhofer fő műve. A stukkókat Ignaz Palliari, az ácsmunkákat és a padokat František Dietl, a lakatosmunkát Jan Kašpar Kraus és Jan Petr Hüttner készítette.[3]
- Vridlo kolonnád (1971-1975)
- Kastélykút – kolonnád (1912-1913)
- Károly-torony (1450 körül)
- Szentháromság-oszlop (1716)
- III. számú fürdő (1866)
- Malomkút Kolonnád (1871-1881)
- Pasteur-ház
- Dvořák Park
- Parkkolonnád (1881)
- Katonai Gyógyház (1855)
- Thermál Hotel (1967-1976): A filmfesztiválok színhelye fesztiválmozival 1200 néző számára és konferencia-, színház- és vetítőtermekkel további 600 fő részére.

## Népesség
A település népessége az elmúlt években az alábbi módon változott:
| Lakosok száma | 7291 | 42 653 | 53 112 | 42 735 | 56 222 | 48 639 | 49 046 | 48 479 | 45 500 | 49 073 |
|               | 1869 | 1900   | 1921   | 1961   | 1991   | 2011   | 2017   | 2020   | 2022   | 2025   |

## Híres emberek
- Itt született 1954. október 10-én Václav Patejdl énekes, zenész, szövegíró, a szlovák könnyűzene kiemelkedő egyénisége.

### Neves vendégei voltak
- Arany János – 1867-ben járt itt először, majd még kilenc alkalommal, a Toldiban is leírja a város születésének legendáját. „Ha a vizek a doktoroknál jobbak nem lennének, az emberek bizony mind-mind elvesznének.” – írta Karlsbad vizeiről.
- Albrecht von Wallenstein – 1630-ban 900 zsoldosával ette ki a várost a vagyonából.
- I. Péter orosz cár – 1711–12-ben járt itt.
- Goethe – 13 alkalommal kereste fel Karlovy Vary-t.
- Friedrich Schiller
- Johann Gottfried Herder
- Gogol
- Lev Tolsztoj
- Liszt Ferenc
- Chopin
- Ludwig van Beethoven
- Brahms
- Grieg
- Dvořák
- Karl Marx
- František Palacký
- Móra Ferenc

## Testvértelepülések
- Németország, Baden-Baden
- Németország, Bernkastel-Kues
- Egyesült Államok, Carlsbad
- Japán, Kuszacu